# Tomás Mondino
Tomás Mondino (* 27. Mai 2005) ist ein argentinischer Leichtathlet, der sich auf den Sprint spezialisiert hat.

## Sportliche Laufbahn
Erste Erfahrungen bei internationalen Meisterschaften sammelte Tomás Mondino im Jahr 2021, als er bei den U20-Südamerikameisterschaften in Lima in 10,43 s die Goldmedaille im 100-Meter-Lauf gewann und sich auch über 200 Meter in 21,24 s die Goldmedaille sicherte. Zudem gewann er mit der argentinischen 4-mal-100-Meter-Staffel in 41,27 s die Bronzemedaille. Anschließend schied er bei den U20-Weltmeisterschaften in Nairobi mit 10,53 s und 21,58 s im Halbfinale über 100 und 200 Meter aus und daraufhin siegte er in 10,59 s und 21,94 s bei den U18-Südamerikameisterschaften in Encarnación und gewann zudem in 41,56 s die Silbermedaille im Staffelbewerb. Im Dezember schied er bei den erstmals ausgetragenen Panamerikanischen Juniorenspielen in Cali mit 10,92 s im Vorlauf über 100 Meter aus und gewann mit der Staffel in 40,63 s die Bronzemedaille hinter den Teams aus Brasilien und Ecuador. Im Jahr darauf siegte er in 10,48 s und 21,30 s über 100 und 200 Meter bei den Jugend-Südamerikaspielen und im August schied er bei den U20-Weltmeisterschaften in Cali mit 21,15 s im Vorlauf über 200 Meter aus. Im August siegte er in 10,51 s und 21,33 s über 100 und 200 Meter bei den U18-Südamerikameisterschaften in São Paulo und wurde mit der Staffel disqualifiziert. 2023 belegte er bei den U20-Südamerikameisterschaften in Bogotá in 10,52 s den vierten Platz über 100 Meter und gewann in 21,16 s die Bronzemedaille im 200-Meter-Lauf. Zudem gewann er in der 4-mal-100-Meter-Staffel in 40,18 s die Bronzemedaille und gelangte mit der 4-mal-400-Meter-Staffel mit 3:18,78 min auf Rang fünf. Im August schied er bei den U20-Panamerikameisterschaften in Mayagüez mit 11,05 s und 21,50 s jeweils im Vorlauf über 100 und 200 Meter aus. Im November gewann er bei den Panamerikanischen Spielen in Santiago de Chile in 39,48 s gemeinsam mit Bautista Diamante, Juan Ciampitti und Franco Florio die Bronzemedaille mit der Staffel hinter den Teams aus Brasilien und Kuba. Im Jahr darauf schied er bei den Ibero-Amerikanischen Meisterschaften in Cuiabá mit 21,13 s im Vorlauf über 200 Meter aus und gewann im Staffelbewerb in 39,85 s die Bronzemedaille hinter den Teams aus Brasilien und Kolumbien. Im Juli gewann er bei den U20-Südamerikameisterschaften in Lima in 10,82 s die Bronzemedaille über 100 Meter und gelangte mit 21,81 s auf Rang fünf über 200 Meter. Zudem gewann er mit der 4-mal-100- und 4-mal-400-Meter-Staffel jeweils die Silbermedaille. Anschließend kam er bei den U20-Weltmeisterschaften ebendort mit 11,06 s nicht über den Vorlauf über 100 Meter hinaus.
2025 belegte er bei den Südamerikameisterschaften in Mar del Plata in 21,24 s den achten Platz über 200 Meter. 

## Persönliche Bestzeiten
- 100 Meter: 10,34 s (+0,8 m/s), 1. August 2022 in Cali (argentinischer U20-Rekord)
- 200 Meter: 20,81 s (+0,2 m/s), 6. Oktober 2023 in Concepción